# Zajn wajbs man
Zajn wajbs man (polnisch Bigamistka) ist ein jiddischer Stummfilm von 1913.

## Handlung
Rosa liebt den verheirateten Józef Guttman. Ihre Mutter drängt sie aber, den Bäcker Baskim zu heiraten. Jahre später verlassen Rosa und ihr Liebhaber ihre Familien und verschwinden. Ihr Mann glaubt, sie sei gestorben und betet für sie.
Nach einigen Jahren erscheint sie wieder …

## Hintergründe
Zajn wajbs man ist einer der frühen jiddischen Stummfilme in Polen, das damals zum Russischen Reich gehörte. Der Regisseur Abraham Kamiński gestaltete ihn mit Schauspielern seines jiddischen Warschauer Theaters, wie andere Filme auch. Die literarische Vorlage Bigamistka wurde von Heiman Majzel verfasst (der ansonsten vollständig unbekannt ist).
Der spätere jiddische Film His Wife’s Lover (USA, 1931) nimmt Bezug auf diesen Titel, hat aber eine vollständig andere Handlung.
Der Film Zajn wajbs man ist nicht mehr vorhanden.